# 德爾瓦里鄉
44°12′N 23°03′E / 44.200°N 23.050°E
德爾瓦里鄉（羅馬尼亞語：Comuna Dârvari, Mehedinți），是羅馬尼亞的鄉份，位於該國西南部，由梅赫丁茨縣負責管轄，面積65平方公里，海拔高度98米，2007年人口2,869，人口密度每平方公里44人。